# Cleveland (Alabama)
Cleveland ist eine Stadt im Blount County, Alabama in den Vereinigten Staaten. 2020 hatte der Ort 1245 Einwohner.

## Geographie
Cleveland liegt bei 33°59'31" nördlicher Breite und 86°34'33" westlicher Länge.
Nach den Angaben des United States Census Bureaus hat Cleveland eine Gesamtfläche von 17,9 km², wovon der größte Teil auf Land und nur 0,1 km² (= 0,72 %) auf Wasserflächen entfallen.

## Geschichte
Ein Bauwerk in Cleveland ist im National Register of Historic Places (NRHP) eingetragen (Stand 3. Juli 2019), die Swann Covered Bridge.

## Demographie
Zum Zeitpunkt des United States Census 2000 bewohnten 1241 Personen die Stadt. Die Bevölkerungsdichte betrug 180,5 Personen pro km². Es gab 492 Wohneinheiten, durchschnittlich 69,6 pro km². Die Bevölkerung Clevelands bestand zu 94,52 % aus Weißen, 0,08 % Schwarzen oder African American, 0,16 % Native American, 3,71 % gaben an, anderen Rassen anzugehören und 1,53 % nannten zwei oder mehr Rassen. 15,79 % der Bevölkerung erklärten, Hispanos oder Latinos jeglicher Rasse zu sein.
Die Bewohner Clevelands verteilten sich auf 441 Haushalte, von denen in 36,7 % Kinder unter 18 Jahren lebten. 67,6 % der Haushalte stellen Verheiratete, 5,2 % hatten einen weiblichen Haushaltsvorstand ohne Ehemann und 23,1 % bildeten keine Familien. 20,4 % der Haushalte bestanden aus Einzelpersonen und in 10,4 % aller Haushalte lebte jemand im Alter von 65 Jahren oder mehr alleine. Die durchschnittliche Haushaltsgröße betrug 2,76 und die durchschnittliche Familiengröße 3,22 Personen.
Die Stadtbevölkerung verteilte sich auf 25,3 % Minderjährige, 10,1 % 18–24-Jährige, 28,0 % 25–44-Jährige, 23,3 % 45–64-Jährige und 13,3 % im Alter von 65 Jahren oder mehr. Das Durchschnittsalter betrug 36 Jahre. Auf jeweils 100 Frauen entfielen 106,1 Männer. Bei den über 18-Jährigen entfielen auf 100 Frauen 105,5 Männer.
Das mittlere Haushaltseinkommen in Cleveland betrug 37.037 US-Dollar und das mittlere Familieneinkommen erreichte die Höhe von 40.298 US-Dollar. Das Durchschnittseinkommen der Männer betrug 27.228 US-Dollar, gegenüber 19.667 US-Dollar bei den Frauen. Das Pro-Kopf-Einkommen in Cleveland war 16.857 US-Dollar. 6,7 % der Bevölkerung und 5,2 % der Familien hatten ein Einkommen unterhalb der Armutsgrenze, davon waren 6,3 % der Minderjährigen und 9,0 % der Altersgruppe 65 Jahre und mehr betroffen.